# Justo Aliaga
Justo Aliaga Boudon (Lima, Perú, 26 de octubre de 1951) es un exfutbolista peruano. Jugaba de mediocampista y militó en varios clubes de Perú.

## Trayectoria
En 1968 comienza en las series infantiles del Colegio Bartolomé Herrera, con diesiocho años de edad integró el equipo campeón del interescolar junto al también futbolista Jaime Duarte. En 1971 fue enviado a préstamo al Defensor Arica, en donde mostró condiciones de aquel año, lo que le valió para ser contratado definitivamente, debutando en Primera División rápidamente ese mismo año. En 1973, defendió la camiseta del FBC Melgar. Al año siguiente volvió a Breña pero ahora para defender los colores granates del Defensor Lima.
Fue transferido a Deportivo Municipal el año 1975, equipo donde estuvo dos años. Luis Zavala, su entrenador en Municipal dos años antes, se lo llevó a Coronel Bolognesi cuando tomó la banca del club, ahí se convirtió en una de las revelaciones del torneo, lo que le valió para ser transferido al Alianza Lima el año siguiente. Con los blanquiazules fue campeón nacional de Primera División 1978, además de ser semifinalista de la Copa Libertadores 1978, en aquella polémica definición ante Deportivo Cali.
Entre otros clubes, defendió a Sport Boys, León de Huánuco y Juan Aurich, en donde se retiró como futbolista profesional en 1982.

## Selección nacional
Fue internacional con la Selección sub-20 de Perú, en el Torneo Sudamericano Sub-20 de 1971, junto con José Velásquez, Gerónimo Barbadillo y Rubén Toribio Díaz entre otros, donde obtuvo el cuarto lugar.
A la selección adulta fue llamado en dos oportunidades (en 1971 y 1973), pero no alcanzó a formar como titular en algún partido, estuvo en la pre-lista nacional de Lajos Baróti.

## Clubes
| Club                | País           | Año         |
| ------------------- | -------------- | ----------- |
| Defensor Arica      | Perú           | 1971 - 1972 |
| FBC Melgar          | Perú           | 1973        |
| Defensor Lima       | Perú           | 1974        |
| Deportivo Municipal | Perú           | 1975 - 1976 |
| Coronel Bolognesi   | Perú           | 1977        |
| Alianza Lima        | Perú           | 1978        |
| Sport Boys          | Perú           | 1979 - 1980 |
| Juan Aurich         | Perú           | 1981 - 1982 |
| NY Los Inkas FC     | Estados Unidos | 1985 - 1990 |

## Palmarés

### Campeonatos nacionales
| Título           | Club         | País | Año  |
| ---------------- | ------------ | ---- | ---- |
| Primera División | Alianza Lima | Perú | 1978 |